# Neoitamus walkeri
Neoitamus walkeri là một loài ruồi trong họ Asilidae. Neoitamus walkeri được Daniels miêu tả năm 1989.